# .lr
.lr là tên miền quốc gia cấp cao nhất (ccTLD) của Liberia. Việc đăng ký giới hạn cho những người hiện diện trong nước và muốn sử dụng tên miền.

## Tên cấp 2
- com.lr: Thương mại
- edu.lr: trường học lấy bằng tú tài
- gov.lr: Cơ quan chính phủ
- org.lr: Tổ chức phi lợi nhuận
- net.lr: chỉ dành cho hạ tầng mạng